# Monte d'Introzzo
Il Monte d’Introzzo fu un raggruppamento territoriale tardomedievale fra alcuni paesi della sponda orientale lariana.

## Storia
La Valvarrone era gestita nel Medioevo in maniera comunitaria, come accadeva a molte valli lombarde. Le istituzioni comunali emersero solo tardivamente.
La comunità fu da sempre legata ecclesiasticamente alla pieve di Dervio, adeguandosi col tempo a questa appartenenza anche civilmente affrancandosi dalla Valsassina.
In età spagnola i singoli paesi tesero a separarsi, finché i tedeschi nel Settecento normalizzarono la situazione abolendo ogni comunanza. Ciò non cancellò peraltro i legami fra i valligiani. Ancora oggi Sueglio, Introzzo e Vestreno costituiscono un’unica parrocchia, mentre Tremenico, Introzzo e Vestreno formano dal 2018 un unico comune.